# Schloss Tremsbüttel

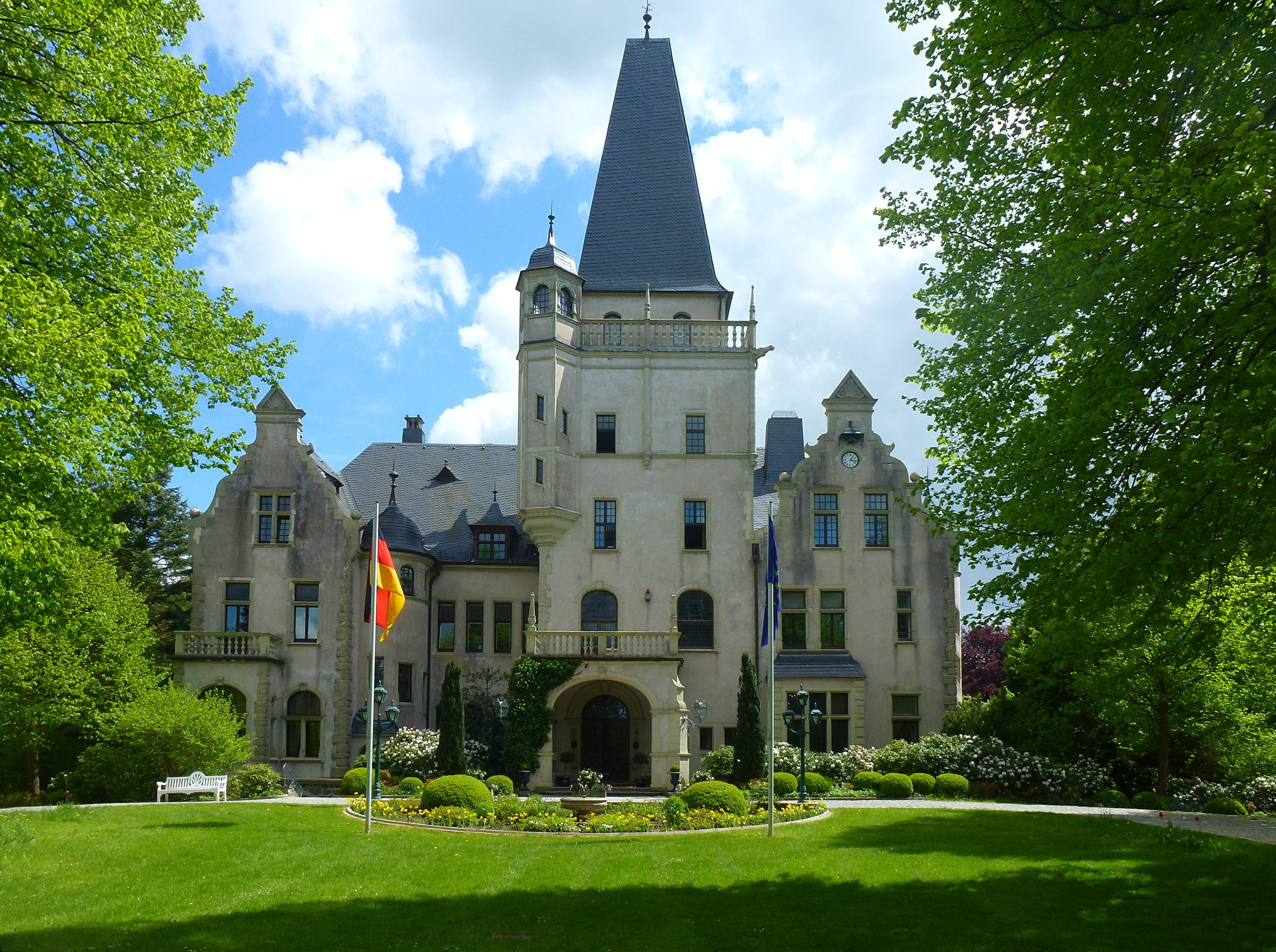
Schloss Tremsbüttel, Eingangsfassade, Mai 2015.

Das Schloss Tremsbüttel befindet sich in der Gemeinde Tremsbüttel im Kreis Stormarn im südlichen Schleswig-Holstein. Als Wohngebäude eines früheren Adligen Guts ist es eigentlich ein Herrenhaus, es wird aufgrund seiner burgartigen Gestalt jedoch schon seit geraumer Zeit als Schloss bezeichnet. Der Bau aus dem späten 19. Jahrhundert beherbergte seit der Auflösung der Gutswirtschaft bis 2020 einen Hotelbetrieb, ab April 2023 eine Privatklinik.

## Geschichtlicher Überblick

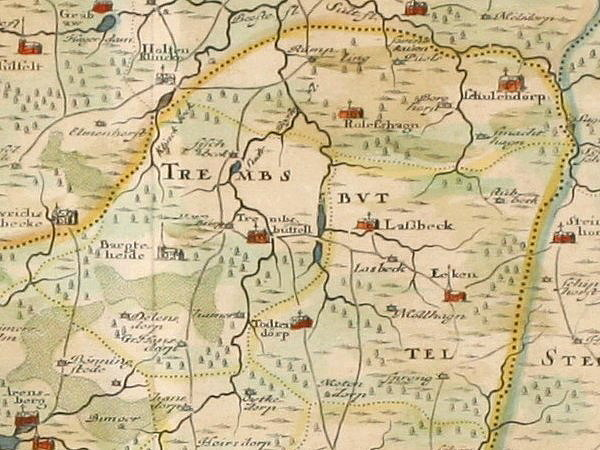
Amt Tremsbüttel (1652)

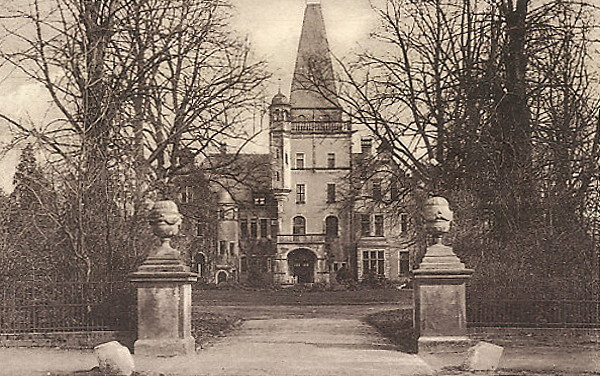
Das Schloss um 1910

Tremsbüttel lag im Mittelalter im Grenzgebiet zwischen der Grafschaft Holstein und dem Herzogtum Lauenburg. Auf dem Gelände gab es im 13. Jahrhundert eine Wasserburg unter der ritterlichen Familie von Wedel, die sich, wie damals üblich, bald nach dem Anwesen benannte. Ab dem 14. Jahrhundert fanden zahlreiche Besitzerwechsel statt, die dazu führten, dass Tremsbüttel in der Folgezeit mal zu Lauenburg, mal zu Holstein gehörte und sich auch der Rechtsstatus des späteren Guts mehrfach änderte. So war Tremsbüttel ab Mitte des 15. Jahrhunderts zunächst Adliges Gericht, dann Adliges Gut und schließlich auch herzogliches Amt. Auf die ritterliche Familie Tremsbüttel folgten die Familien Beynsflet und Heest, dann die Lauenburgischen und ab 1544 die Schleswig-Holsteinischen Herzöge, unter denen die Burg vor allem als Jagdsitz diente. Die ursprünglich aus kaum mehr als einem befestigen Wohnturm bestehende Wasserburg wurde in jener Zeit zu einem Jagdschloss erweitert. Ab der Mitte des 17. Jahrhunderts ging das Gut an die alteingesessene Familie Ahlefeld und ab 1670 an Magnus von Wedderkop, dessen Sohn Gottfried von Wedderkop später das mit einer ähnlich wechselvollen Besitzergeschichte versehene Herrenhaus Steinhorst erbauen ließ.
Im 18. Jahrhundert diente Tremsbüttel weiter als herzoglicher Amtssitz, der von 1777 bis 1800 von Christian zu Stolberg-Stolberg verwaltet wurde. Unter dem herzoglichen Amtmann erlebte das Gut eine kulturelle Blütezeit. Stolberg ließ um 1780 ein neues Herrenhaus auf dem Besitz errichten, einen Landschaftsgarten anlegen und begrüßte Gäste wie Matthias Claudius, Friedrich Gottlieb Klopstock und Wilhelm von Humboldt auf dem Anwesen. Auf die Familie Stolberg folgten im 19. Jahrhundert wieder zahlreiche Besitzerwechsel, der bedeutendste 1883 zur Familie Hasenclever. Die aus dem Großbürgertum stammenden Hasenclever modernisierten die Gutsanlage, führten für die Angestellten des landwirtschaftlichen Betriebes Sozialleistungen ein und ließen das heutige Herrenhaus errichten. Sie saßen bis 1939 auf Tremsbüttel, dann mussten sie das Anwesen aus wirtschaftlichen Gründen veräußern. Das Gut wurde in der Folgezeit parzelliert und bis 1961 nach und nach vollständig aufgelöst, das Herrenhaus zum Schlosshotel umgestaltet. Als solches dient es unter verschiedenen Betreibern bis in die Gegenwart. Zu den berühmtesten Gästen des Hauses zählten die Beatles, die im Rahmen ihrer einzigen Deutschland-Tournee 1966 im Schloss übernachteten. 1983 wurde hier der Film Catch your dreams gedreht. Auf dem Schlossgelände befand sich außerdem für einige Jahre ein vor allem mit Oldtimern bestücktes Automuseum, das später nach Hamburg verlegt und 1997 geschlossen wurde. Seit dem Jahre 1996 ist das Schloss im Besitz der Hamburger Pharmaunternehmer-Familie Strathmann, die hier ein exklusives Hotel betrieb. Der Hotelbetrieb wurde im Zuge der Corona-Krise im Jahre 2020 eingestellt.
Nach dem anschließenden Verkauf an die Investorengruppe WI Immobilienmanagement GmbH wurde ein Pachtvertrag mit der BühlerHealthCare AG geschlossen. Das Konzept des neuen Betreibers, welcher bereits Standorte bei Köln (Schloss Gracht) und Stuttgart (Schloss Freudental) betreibt, beinhaltet den Umbau zu einer Privatklinik für psychisch Kranke. Im April 2023 wurde die Privatklinik Schloss Tremsbüttel GmbH unter diesem Dach innerhalb der Marke „Libermenta Kliniken“ im Teilbetrieb eröffnet. Langfristig soll die Klinik weiter ausgebaut werden und so sollen letztendlich über 80 Patienten mit den Schwerpunkten Präsenz- und Sporttherapie behandelt werden. Am 2. Februar 2024 meldete die Privatklinik Schloss Tremsbüttel GmbH Insolvenz an.

## Baulichkeiten

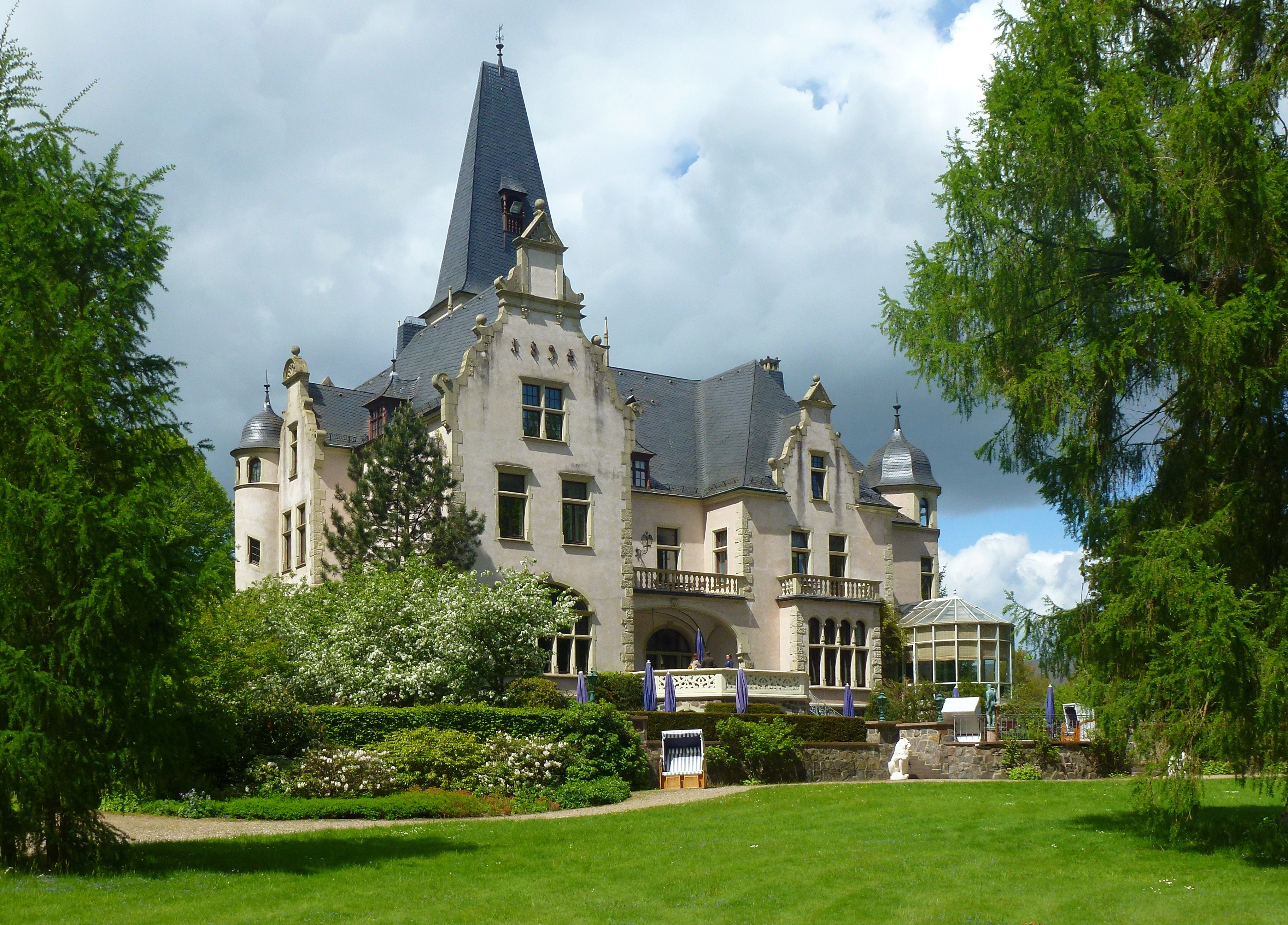
Gartenfassade, 2015

### Das Schloss
Das heutige Schloss steht am Ende einer fast 800-jährigen Baugeschichte auf Tremsbüttel. Als erster Bau wurde im 13. Jahrhundert eine einfache Wasserburg errichtet, über deren Gestalt es jedoch keine Überlieferung mehr gibt. Dieser befestigte Ansitz wurde im 16. Jahrhundert zu einem herzoglichen Jagdschloss erweitert, das zu Beginn des 18. Jahrhunderts verfiel und schließlich unbewohnbar wurde. Als unmittelbaren Vorgängerbau des heutigen Schlosses ließ Graf Christian Stolberg um 1780 ein klassizistisches Herrenhaus errichten. Dieses Haus in Form eines schlichten Palais war zwei Geschosse hoch und neun Fensterachsen breit, die mittleren drei Achsen traten risalitartig hervor und wurden durch einen Frontispiz betont. Ein Großfeuer zerstörte 1851 zahlreiche Gutsgebäude; auch das Stolbergsche Herrenhaus wurde vermutlich beschädigt und unter den neuen Besitzern schließlich aufgegeben.
Die Familie Hasenclever ließ den Neubau des Herrenhauses durch den Architekten Hans Grisebach von 1894 bis 1895 errichten. Das Schloss ist ein typischer Bau aus der Zeit des Historismus, es vereint in sich Elemente des Jugendstils und der Neorenaissance und gilt als eines der bemerkenswertesten Beispiele des Eklektizismus in Holstein. Der mehrgliedrige Baukörper verfügt über zwei Vollgeschosse und ist durch zahlreiche Ziergiebel, Türmchen und Gauben akzentuiert. Blickfang des Schlosses ist der donjonartige Turm mit seinem hohen, gotisch geprägten Dachaufbau und dem Eingangsportal. Das Innere des Schlosses erhielt eine wandfeste Ausstattung mit Vertäfelungen und Stuckaturen, die die Formensprache der Renaissance und des Barock mit den floralen Motiven des Jugendstils verband.

## Bilder
Details

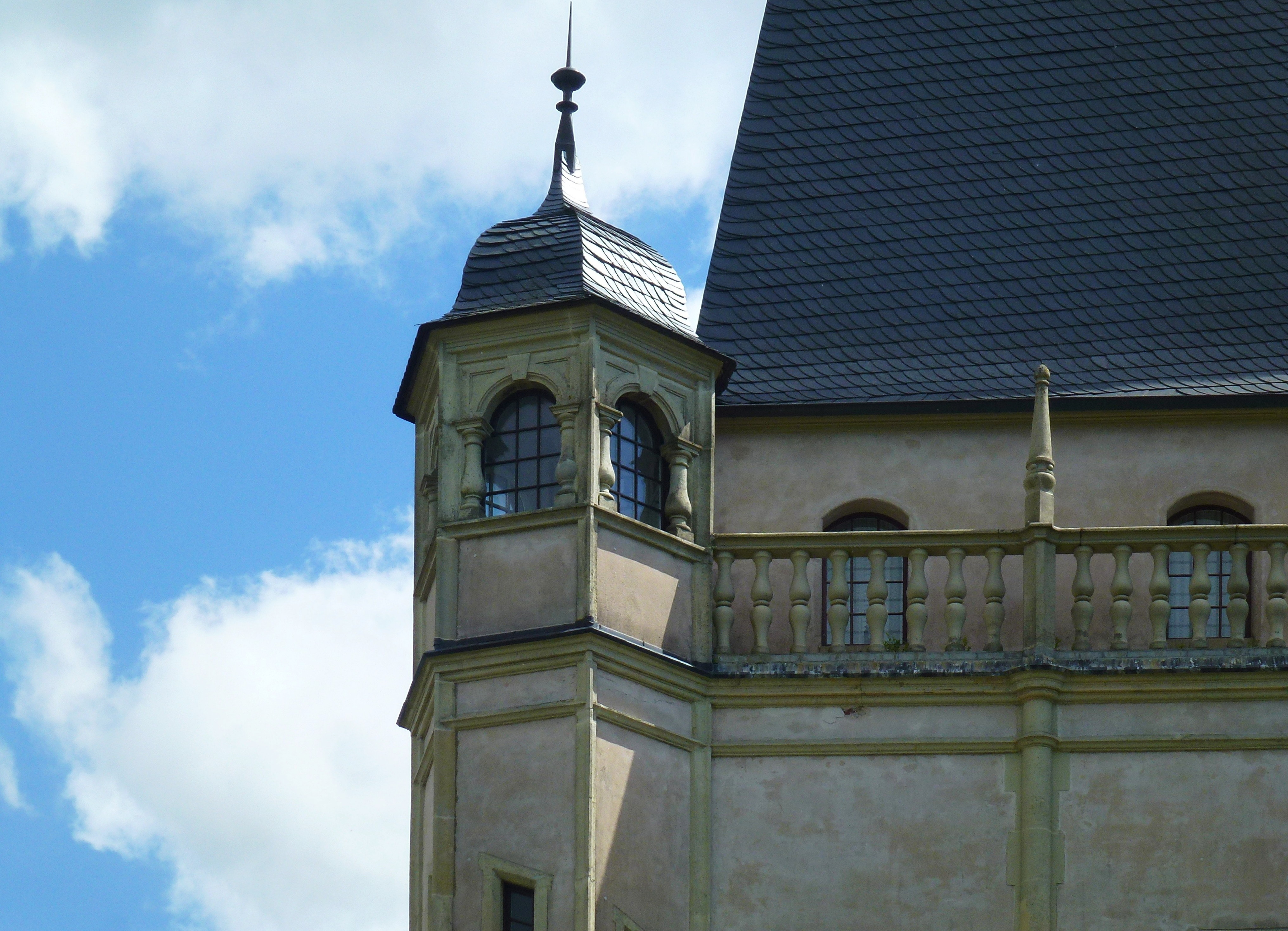
Seitenturm
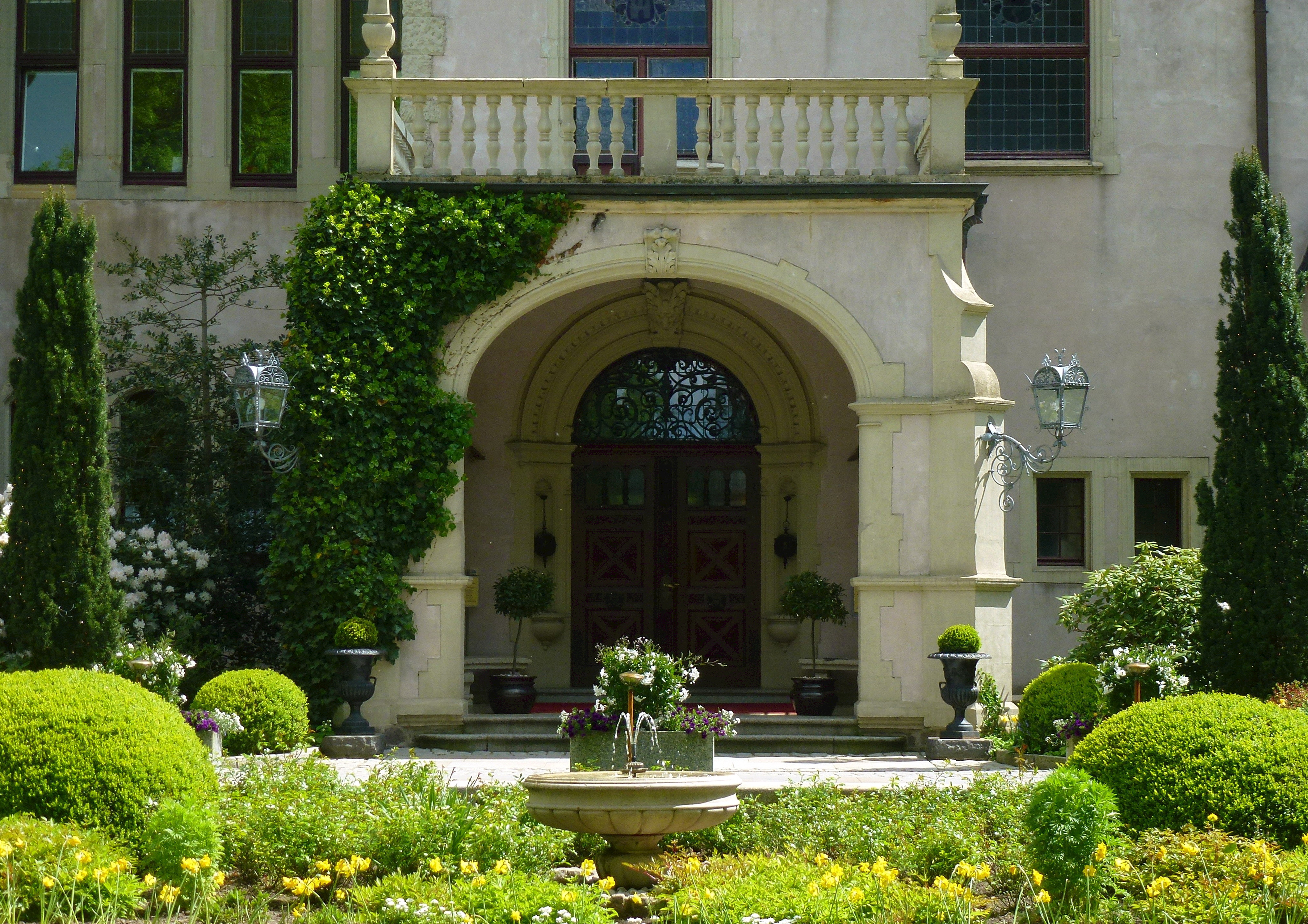
Haupteingang mit Balkon
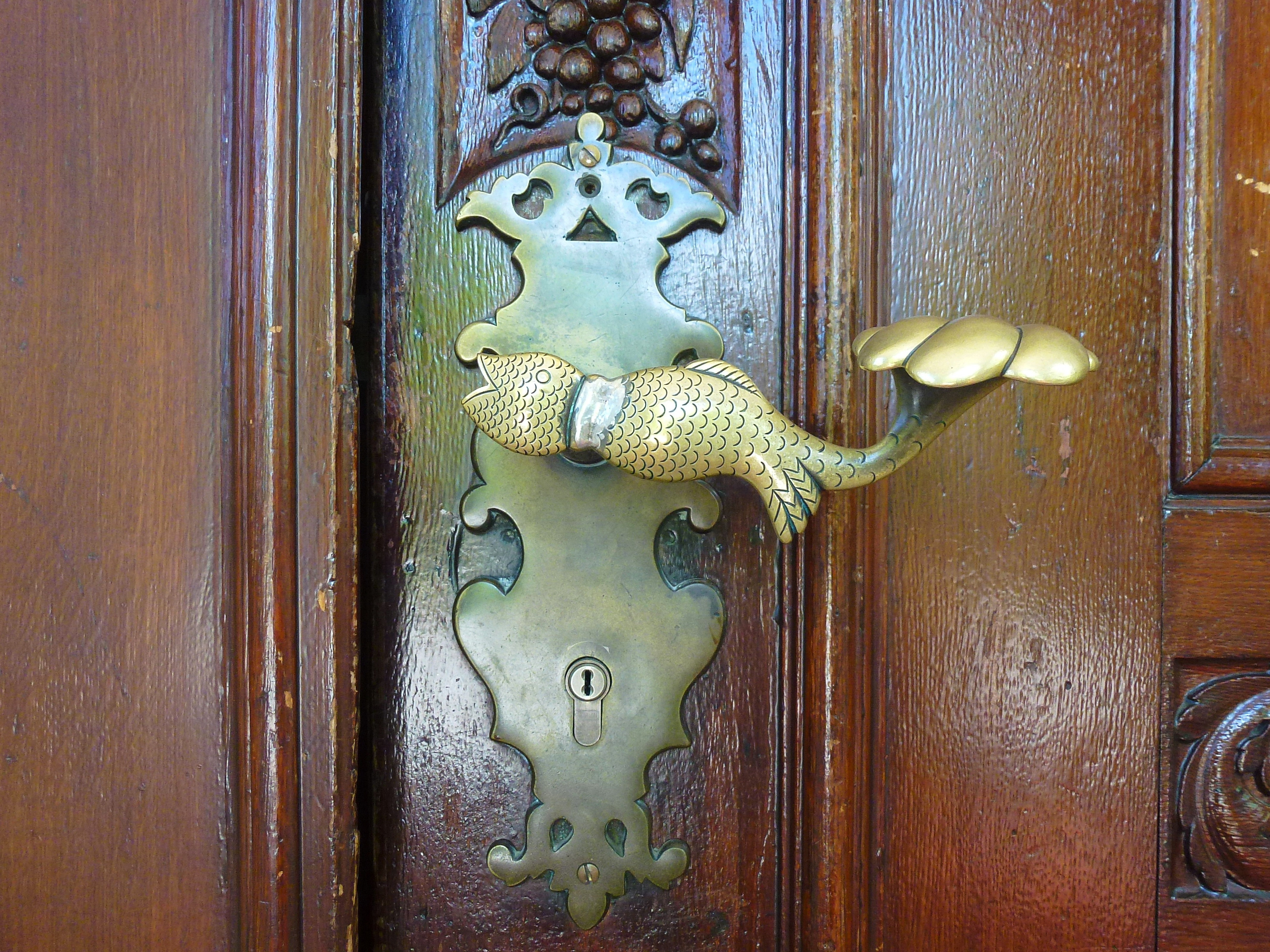
Türgriff
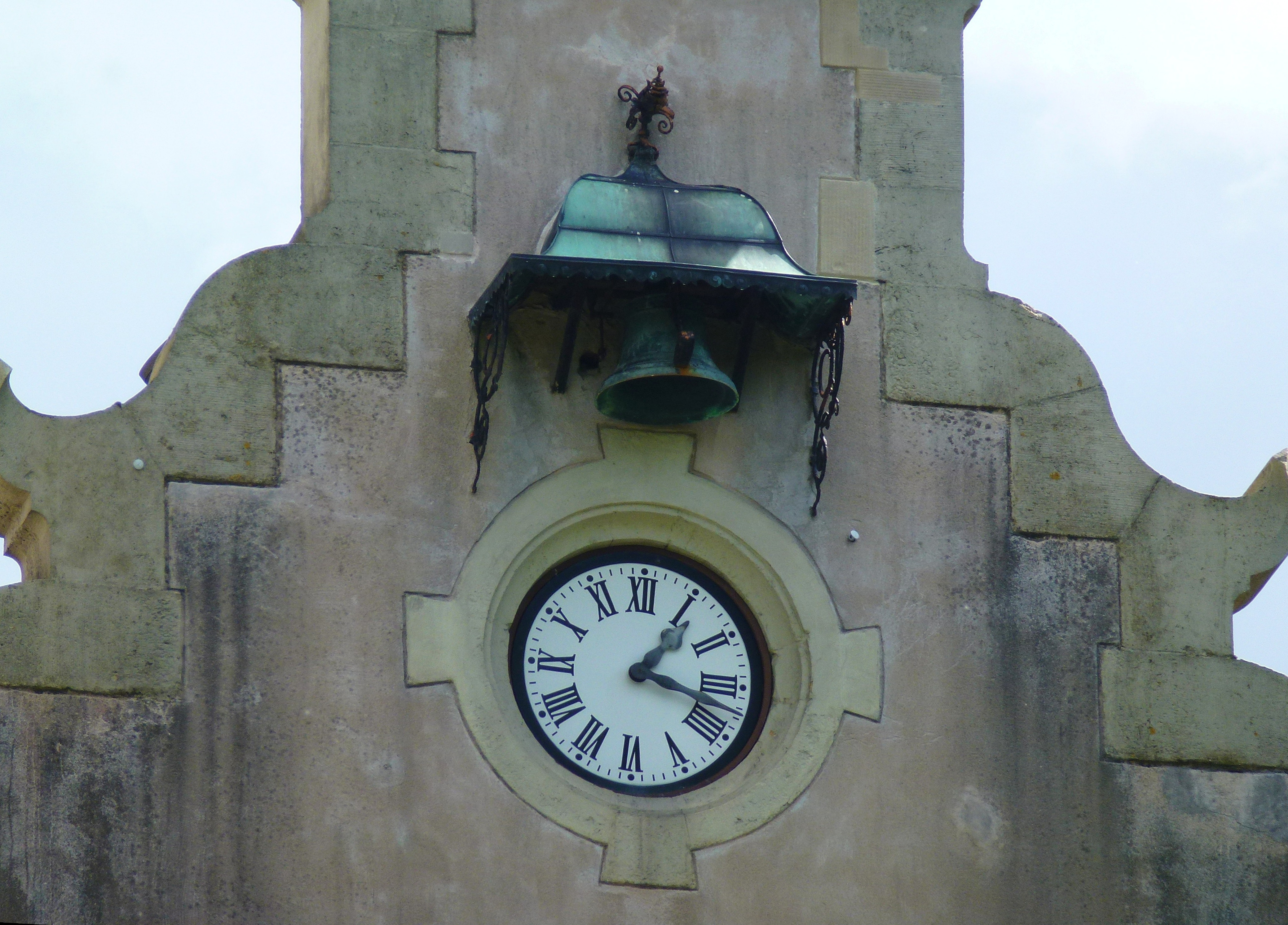
Turmuhr mit Glocke

Interieur

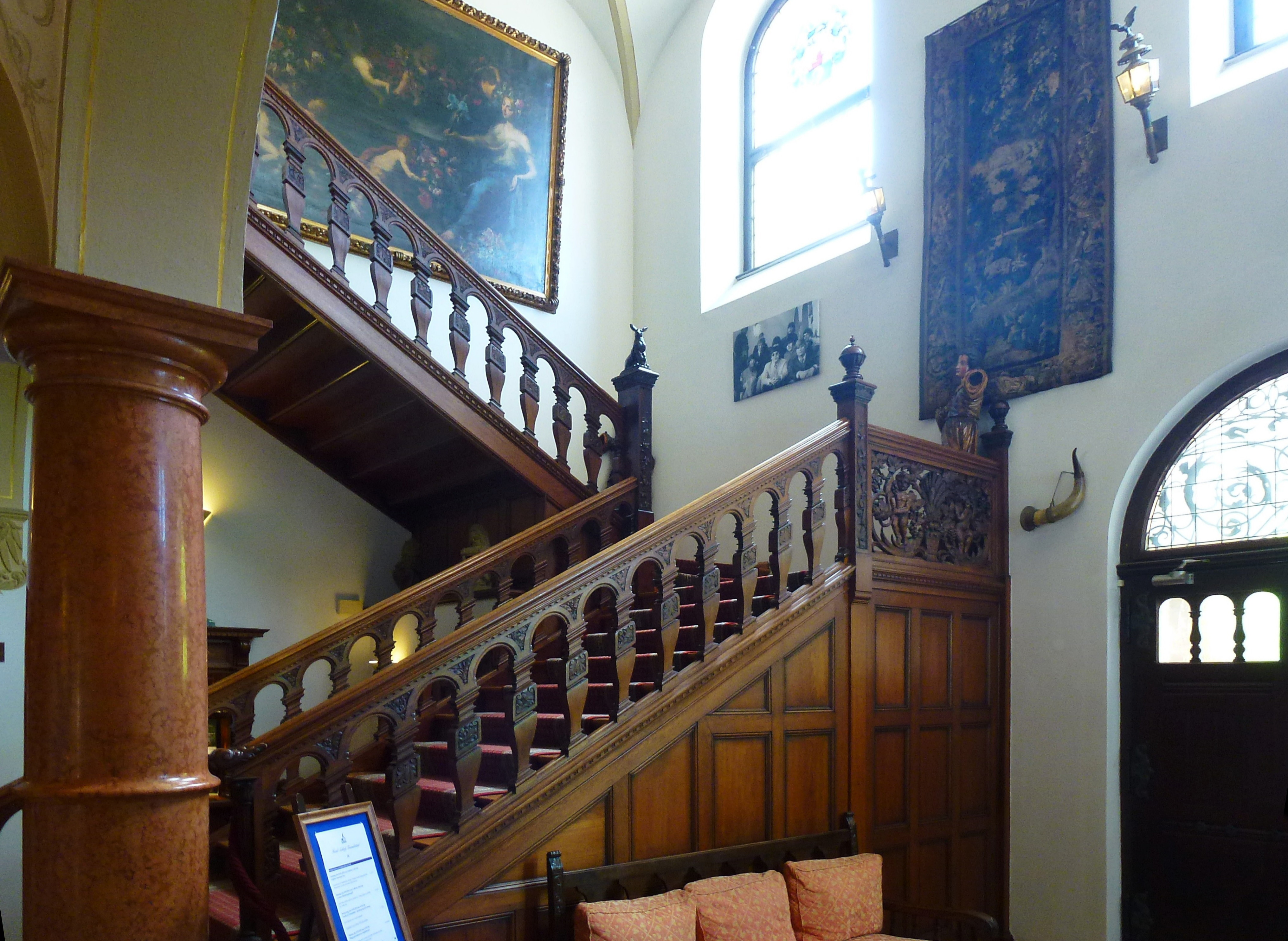
Haupttreppe
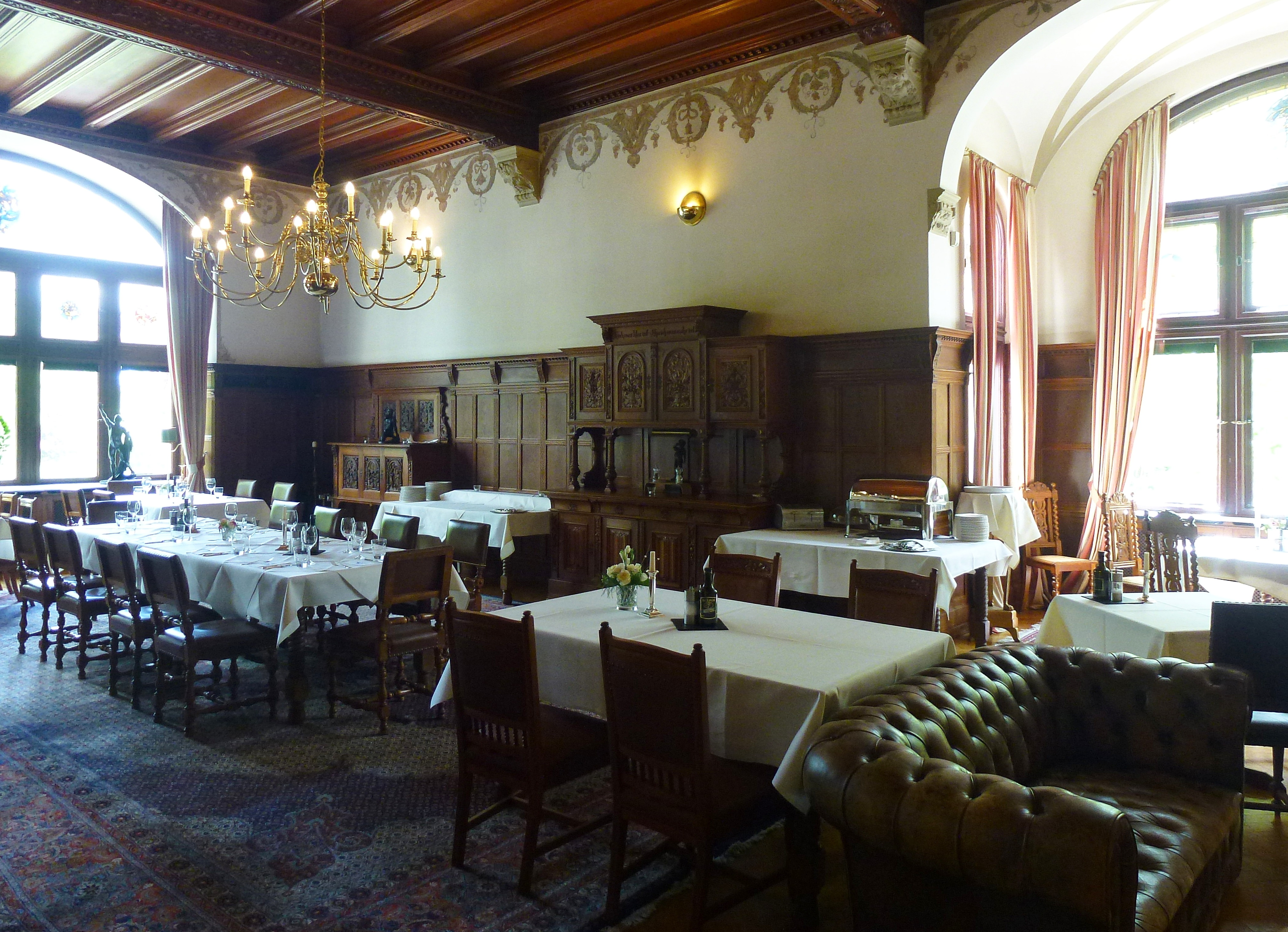
Speisesaal
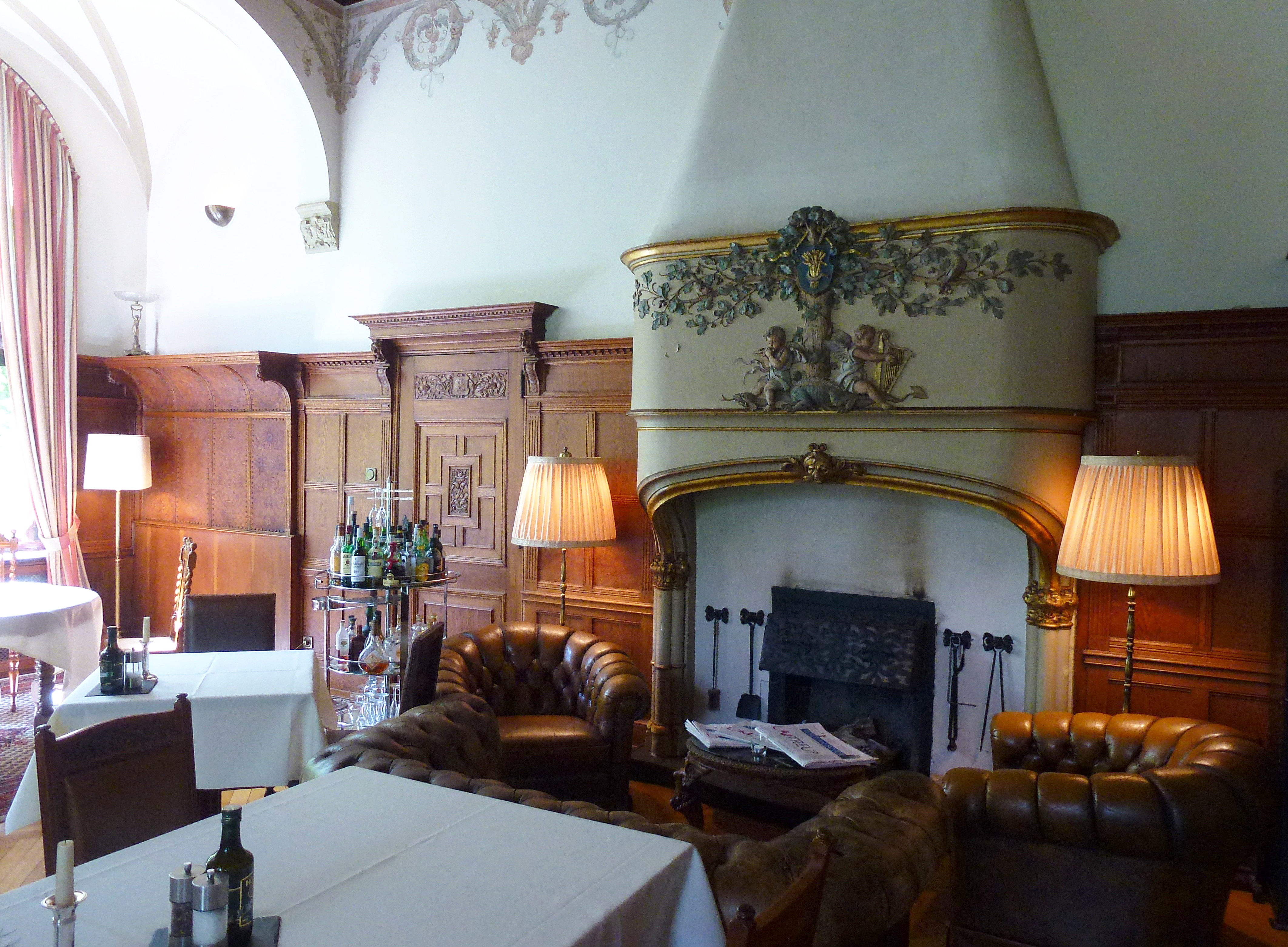
Kamin
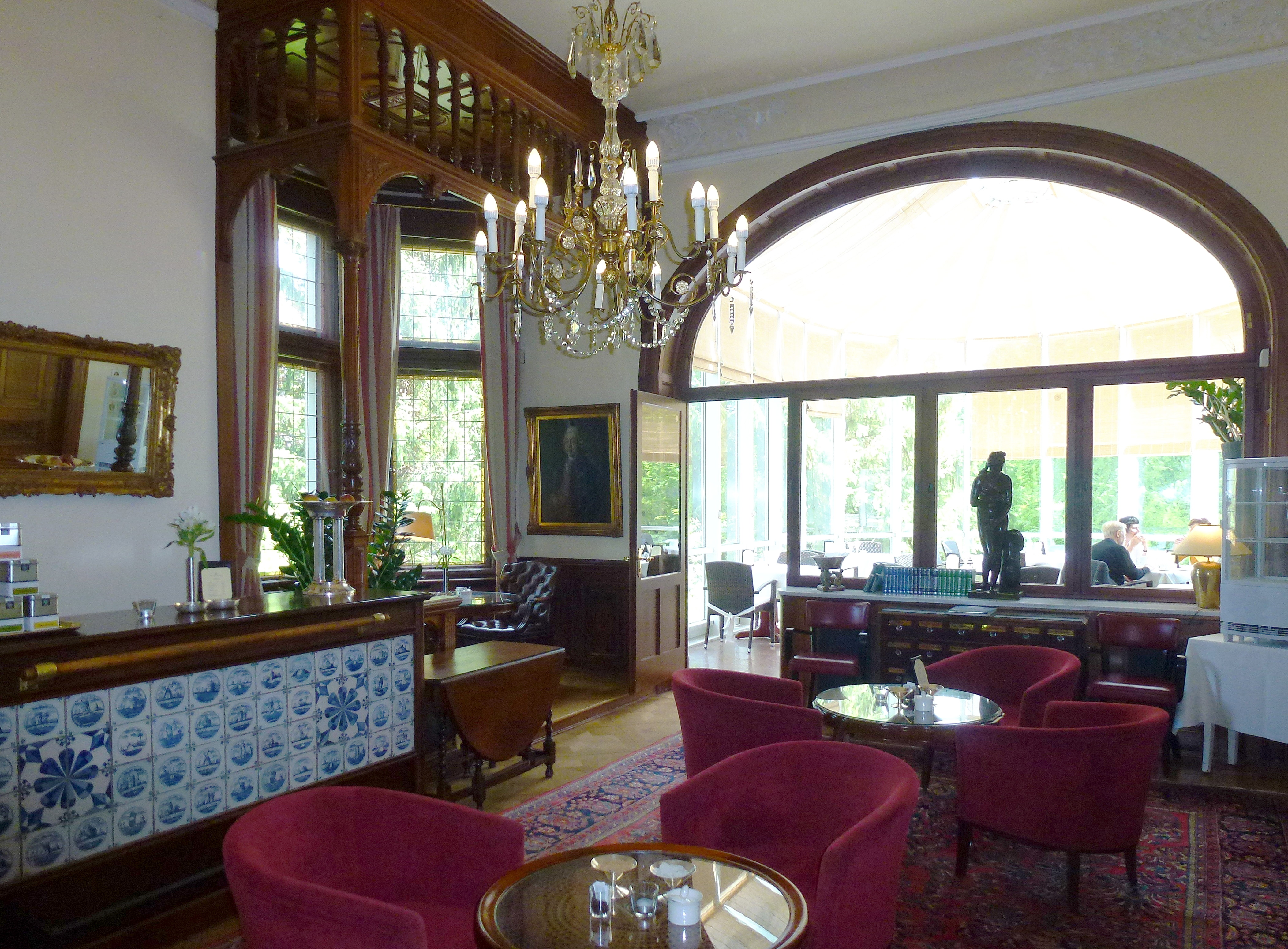
Salon

### Die Gutsanlage und der Park

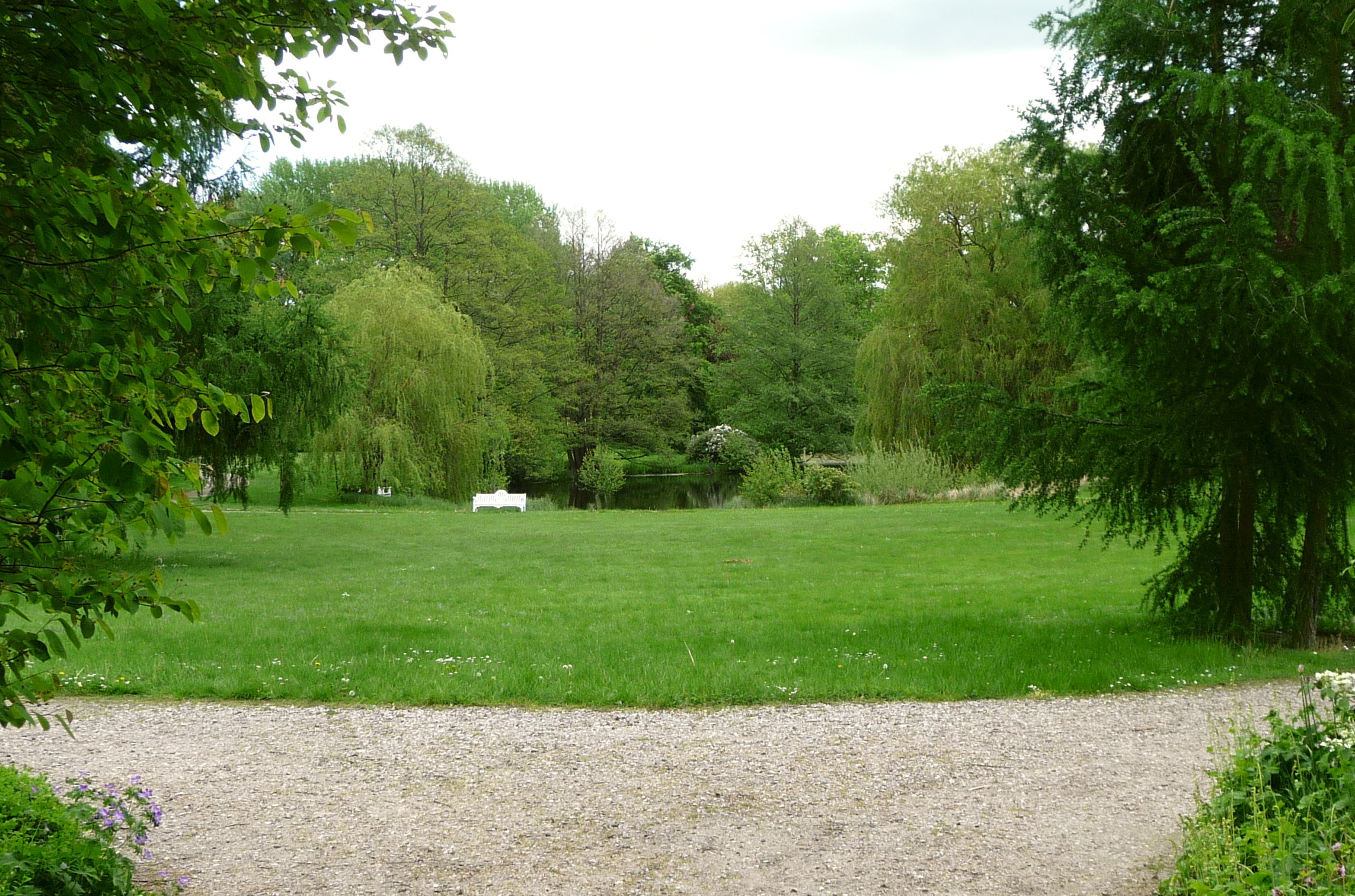
Die Parkanlage

Das Gutsgelände ist als solches heute kaum noch erkennbar. Die Reste des Wirtschaftshofes liegen nördlich des Schlosses, sie wurden nach Aufhebung des landwirtschaftlichen Betriebes veräußert und zum Teil bebaut.
Das Schloss ist von einer 4 Hektar großen Gartenanlage im englischen Stil umgeben. Sie geht in ihrer Konzeption noch auf einen Landschaftsgarten des Grafen Stolberg zurück, der mit hohen Baumgruppen, Rasen- und Wasserflächen gestaltet war, dem aber romantische Bezüge durch Gartenarchitekturen und Staffagebauten beabsichtigt fehlten. Unter Grisebach erhielt der Garten am Ende des 19. Jahrhunderts eine Überarbeitung seiner Struktur, der Pleasureground wurde mit Flieder und Rhododendron bepflanzt und Wege neu angelegt. Im 20. Jahrhundert wurde der Landschaftspark zusätzlich um einen Japanischen Garten ergänzt.